# 제주도 행정 구역 개편 주민투표
제주도 행정 구역 개편 주민투표는 원래의 제주도의 기초지방자치단체를 없애고 제주특별자치도의 단일광역자치단체로 개혁하는 혁신안에 대한 주민 투표로, 2005년 7월 27일에 실시되었다.

## 결과
| 순위   | 후보        | 후보        | 득표수 | 득표율 | 비고 |
| ------ | ----------- | ----------- | ------ | ------ | ---- |
| 1      | 혁신적 대안 | 혁신적 대안 | 82,919 | 57%    |      |
| 2      | 점진적 대안 | 점진적 대안 | 62,469 | 43%    |      |
| 투표율 | 투표율      | 36.73%      | 36.73% |        |      |
| 합계   | 합계        | 147,656     | 무효   | 2268   |      |

## 특기 사항
- 2003년 제정된 주민투표법에 의해 실시되는 첫 투표.
- 대한민국 국내 거주 외국인에게도 투표권을 부여.

## 투표 후
2006년 7월 남제주군은 서귀포시에, 북제주군은 제주시에 통합되었다. 군, 시의회는 폐지되고, 도의회는 확대되었다. 도지사는 시장을 직접 임명한다. 그 대신 확대된 도의회가 강력해진 도지사를 견제하게 되었다. 제주도민들은 이때부터 도지사, 도의원만 뽑게 되었다.